# Jacques de Thier
Baron Jacques Marie Alphonse Frédéric Léopold de Thier (Heusy, 15 september 1900 - Elsene, 21 oktober 1996) was een Belgisch diplomaat. 
De Thier studeerde rechten aan de universiteit van Luik. Van 1932 tot 1938 was hij verbonden aan de Belgische ambassade in Berlijn. Na de Tweede Wereldoorlog was hij zaakgelastigde in Madrid waar hij met de regering van generaal Franco onderhandelde over de uitlevering van Léon Degrelle (1906-1996), een van de belangrijkste fascisten van België; de minister van Buitenlandse Zaken Paul-Henri Spaak had die uitlevering als voorwaarde gesteld alvorens het niveau van de vertegenwoordiging op dat van ambassadeur te brengen. 
Van 1948 tot 1955 was hij consul-generaal in New York, van 1955 tot 1958 ambassadeur in Mexico, van 1958 tot 1962 in Ottawa en van 1962 tot 1965 in Londen. De Thier werd in 1965 eervol ontslag verleend en kreeg hierbij de titel ere-ambassadeur.
Op 17 april 1975 werd De Thier verheven in de Belgische erfelijke adel met de persoonlijke titel van baron. 
De Thier was een zoon van Alphonse de Thier en Germaine Modera; hij trouwde in 1946 te Madrid met Mariette Negroponté (1910-1973), weduwe van Gabriel graaf de Gramont (1908-1943) uit het huis van de hertogen de Gramont, uit welk huwelijk geen kinderen geboren werden zodat dit adellijke geslacht met hem uitstierf (zij had drie kinderen uit haar eerste huwelijk).

## Onderscheidingen
- Grootofficier in de Orde van Leopold II
- Commandeur in de Leopoldsorde
- Commandeur in de Kroonorde

## Publicaties
- Un diplomate au XXe siècle, Le Cri, 1990